# Tyrannochromis maculiceps
Tyrannochromis maculiceps är en fiskart som först beskrevs av Ahl 1926.  Tyrannochromis maculiceps ingår i släktet Tyrannochromis och familjen Cichlidae. Inga underarter finns listade i Catalogue of Life.